# لقاء هناك (فلم)
لقاء هناك (بالإنجليزية: Meet there Or liqa' hunak)، فيلم سينمائى دراميّ مصريّ، إنتاج 1976 إخراج: أحمد ضياء الدين، تأليف: ثروت أباظة تمثيَل : نور الشريف، سهير رمزي، زبيدة ثروت، مدحت جمال، محمد السبع، فتحية شاهين، أحمد الجزيري، زوزو شكيب.

## قصة الفيلم
عباس (نور الشريف) الشاب المسلم، يدرس بكلية الهندسة، وهو واقع بين طرفين، أفكاره التي يرى فيها أن الدين يقيد الحريات، وبين أبيه المتدين سلطان (محمد السبع)، الذي يدفعه إلى ممارسة الشعائر بالقوة، يحب عباس جارته القبطية إيفون (سهير رمزي)، لكن اختلاف العقيدة يحول دون زواجهما، على جانب آخر فإن ابنة عمه ليلى (زبيدة ثروت) تحبه، وهي في حالة حوار دائم معه، يطرد الأب ابنه عباس بعد ان يعرف بمشاعره ناحية إيفون، تصدم إيفون في مشاعرها فتلجأ إلى الدير وتصير راهبة، يتخرج عباس من الجامعة، وبعد تردد يتزوج من ليلى، وتحمل. وعند الولادة تعانى من الألم الشديد، مما يدفع بعباس إلى الاعتراف بالله وبوجوده، ويلجأ إليه من أجل إنقاذ ليلى، تلد ليلى، بعد متاعب صحية عديدة، ويأتي المولود الجديد.

## فريق العمل
- إخراج: أحمد ضياء الدين
- تأليف: ثروت أباظة
- تمثيل:
  - نور الشريف ... عباس سلطان
  - سهير رمزي ... إيفون مرقص
  - زبيدة ثروت ... ليلى
  - مدحت جمال ... عباس وهو صغير
  - محمد السبع ... سلطان، أبو عباس
  - فتحية شاهين ... أم عباس
  - أحمد الجزيري ... مرقص، أبو إيفون
  - سيف الله مختار ... '
  - فاتن فريد ... '
  - حسين قنديل ... '
  - جمال أباظة ... '
  - نادية زغلول ... '
  - عليه على ... '
  - سناء المنياوى ... '
  - عماد رشاد ... '
  - زوزو شكيب ... أم إيفون